# مهرجان أبو ظبي السينمائي
مهرجان أبوظبي السينمائي (بالإنجليزية: Abu Dhabi Film Festival)‏ كانت منظمة سينمائية دولية أنشئت في عام 2007. يقام المهرجان سنويا في أكتوبر تشرين الأول في أبوظبي ترعاها هيئة أبوظبي للثقافة والتراث وتحت رعاية الشيخ سلطان بن طحنون آل نهيان رئيس هيئة أبوظبي للثقافة يهدف إلى تشجيع وتعزيز نمو صناعة السينما في العالم العربي من خلال عرض أفلام من المنطقة. تقرر رسمياً إيقاف تنظيم المهرجان في 2015.
كان يعرف سابقاً باسم مهرجان الشرق الأوسط السينمائي الدولي هو مهرجان سينمائي تأسس عام 2007 ليصبح واحداً من أهم الأحداث الثقافية بمدينة أبوظبي. ويسعى المهرجان إلى خلق ثقافة سينمائية في كافّة أنحاء المنطقة. المهرجان تنظمه هيئة أبوظبي للثقافة والتراث سنوياً، ويعرض لبعض الأفلام التي لا تُقدم في السينما السائدة، وخاصة من السينما العربية. يستضيف المهرجان عدة مسابقات وجوائز للسينمائيين في شتّى المجالات، وذلك بالتعاون مع المؤسسات الدولية كشبكة ترويج السينما الآسيوية أو الاتحاد الدولي لنقاد السينما. كما ينظم مهرجان أبوظبي السينمائي مسابقة أفلام الإمارات في العام 2001 وهي مسابقة أفلام سنوية.
أعلن مهرجان أبوظبي السينمائي أيضاً عن إنشائه لصندوق التمويل السينمائي «سند». يوفّر «سند» لصانعي الأفلام في الوطن العربي دعماً داخلياً يعينهم على تطوير أو استكمال أفلامهم الروائية والوثائقية الطويلة.
وفي عام 2015 طالب عدد بارز من أهم نقاد السينما العربية المتواجدين في مدينة كان جنوب فرنسا بعودة مهرجان أبوظبي السينمائي.